# Golden Brown
Golden Brown (у преводу Златно браон) је песма музичког састава Странглерс са албума La Folie објављена јануара 1982. године и једна је од њихових најпрепознатљивијих песама.
Термин Golden Brown у енглеском означава златну боју.
Сада покојни новинар музичког часописа Џубокс, Саша Стојановић 1982. интервјуисао је Хју Корнвела и упитао га је о чему говоре речи песме Златно Смеђе. Хју је одговорао да је имао у виду Роршахов тест мрља при писању песме. То је низ црних мрља попут мрља од туша, које се нуде испитанику на посматрање. Он мора без размишљања навести на шта га мрље асоцирају и тиме на посредан начин открити психијатру стање своје свести. Хју наводи да је неким новинарима који су тврдили да је песма Златно Смеђе о хероинском искуству или положају робова, било непријатно када им је навео да је овај тест био његова инспирација за писање песме.